# Hirotaka Zendana
Pour les articles homonymes, voir Zendana.
Hirotaka Zendana est un joueur de hockey sur gazon japonais évoluant au poste de défenseur à Adelaide Fire et avec l'équipe nationale japonaise.

## Biographie
Hirotaka est né le 14 février 1993 dans la préfecture de Shimane.

## Carrière
Il a fait partie de équipe nationale en juillet 2021 pour concourir aux Jeux olympiques d'été de 2020 à Tokyo.

## Palmarès
- : 1er aux Jeux asiatiques en 2018